# كولدبلاي
كولدْبّْلايْ (بالإنجليزية: Coldplay)‏ فرقة روك بديل إنجليزية تشكلت بلندن في 1996. تضم أربعة أعضاء وهم كريس مارتن (بالإنجليزية: Chris Martin)‏ المغنى، وجوني باكلاند (بالإنجليزية: Jonny Buckland)‏ عازف الجيتار الالكترك، وجاي بيريمان (بالإنجليزية: Guy Berryman)‏ عازف الجيتار، وويل تشامبيون (بالإنجليزية: Will Champion)‏ عازف الطبل. أنتج الفريق العديد من الأغاني الناجحة، وتجاوزت مبيعاته 50 مليون نسخة. من أشهر أغاني الفرقة أصفر (بالإنجليزية: Yellow)‏ و العالِم (بالإنجليزية: The Scientist)‏ و سرعة الصوت (بالإنجليزية: Speed of Sound)‏ وكذالك أغنية «فيفا لا فيدا» (بالإنجليزية: Viva la Vida)‏ و أعلى وأعلى (بالإنجليزية: Up and Up)‏ و ساعات (بالإنجليزية: Clocks)‏. صدر آخر ألبوم لهم سنة 2015 بعنوان رأس مليئ بالأحلام (بالإنجليزية: A Head Full of Dreams)‏.

## التاريخ

### 1996-1999:التأسيس والسنوات الأولى
التقى كريس مارتن وجوني بوكلاند لأول مرة خلال أسبوع التوجيه في جامعة كوليدج لندن (UCL) في سبتمبر 1996. قضى الإثنين بقية العام الجامعي يخططان لفرقة، في النهاية شكلوا مجموعة تدعى Pectoralz. انضم جاي بيريمان -زميل مارتن وبوكلاند- إلى المجموعة لاحقًا. بحلول عام 1997، قامت المجموعة التي كانت قد سميت باسم نجم البحر (بالإنجليزية: Starfish)‏، بأداء الحفلات لمؤسسي كامدن المحليين في النوادي الصغيرة. قام مارتن أيضًا بتجنيد صديقه في المدرسة منذ فترة طويلة فيل هارفي الذي كان يدرس الكلاسيكيات في جامعة أكسفورد، ليكون مدير الفرقة. قبل كولدبلاي هارفي كعضو خامس في المجموعة. تم الانتهاء من تشكيلة الفرقة عندما انضم ويل تشامبيون لتولي مهام الإيقاع. كبر تشامبيون على العزف على البيانو والإيتار والباس وصافرة القصدير من صغره، وسرعان ما تعلم الطبول (على الرغم من عدم وجود خبرة سابقة). استقرت الفرقة أخيرًا على اسم «كولدبلاي» (بالإنجليزية: Coldplay)‏ الذي اقترحه تيم كرومبتون، وهو طالب محلي كان يستخدم الاسم لفرقته.
بحلول عام 1997، التقى مارتن بالطالب الكلاسيكي تيم رايس أوكسلي. خلال عطلة نهاية الأسبوع في قرية Virginia Water في سري الإنجليزية، طلبوا من بعضهم البعض تشغيل أغانيهم الخاصة على البيانو. طلب مارتن -الذي وجد رايس أوكسلي من الممكن ان يكون موهوبًا- أن يكون لاعب لوحة المفاتيح لفرقة كولدبلاي ولكن رايس أوكسلي رفض لأن فرقته الخاصة كين كانت نشطة بالفعل حينها.
في عام 1998، أصدرت الفرقة 500 نسخة من EP Safety. أعطيت معظم الأقراص لشركات التسجيل والأصدقاء. بقي 50 نسخة فقط للبيع للجمهور. في ديسمبر من ذلك العام، وقعت كولدبلاي على العلامة المستقلة Fierce Panda. كان أول إصدار لهم هي أغنية "Brothers & Sisters" التي سجلوها بسرعة على مدار أربعة أيام في فبراير 1999.
بعد الانتهاء من الاختبارات النهائية، وقع كولدبلاي عقدًا من خمسة ألبومات مع بارلوفون في أوائل عام 1999. بعد ظهورها لأول مرة في غلاستونبري، ذهبت الفرقة إلى الاستوديو لتسجيل أغنية ثانية بعنوان «الغرفة الزرقاء». تم إتاحة خمسة آلاف نسخة للجمهور في أكتوبر، وحصلت الأغنية الفردية "Bigger Stronger" على إذاعة BBC Radio 1. كانت جلسات التسجيل للغرفة الزرقاء مضطربة. تم فصل تشامبيون لفترة قصيرة من الفرقة، لكن مارتن طلب في وقت لاحق معه بالعودة بعد طرده، وبسبب ذنبه إذ ذهب إلى حفلة شرب. في النهاية، تمكنت الفرقة من حل خلافاتهم ووضع مجموعة جديدة من القواعد للحفاظ على المجموعة سليمة. مستوحاة من فرق مثل U2 و R.E.M، قررت كولدبلاي أنها ستعمل كديمقراطية. بالإضافة إلى ذلك، قررت الفرقة أنها ستطلق النار على أي شخص يتعاطى المخدرات القوية.

### 1999–2002:مظلات
خططت الفرقة في البداية لتسجيل ألبومها الأول في غضون أسبوعين. ومع ذلك، تسببت الجولات والعروض الحية الأخرى في انتشار التسجيل بين سبتمبر 1999 وأبريل ومايو 2000. تم تسجيل الألبوم في Rockfield Studios و Matrix Studios و Wessex Sound Studios مع المنتج كين نيلسون، على الرغم من أن معظم مسارات (مظلات-Parachutes) تم تسجيلها في استوديوهات Parr Street في ليفربول (حيث وصلوا إلى ثلاث غرف استوديو). تمت عملية التوزيع بين جميع الأغاني للألبوم من قبل المهندس الأمريكي مايكل براور في نيويورك. خلال تلك الفترة، غنوا في جولة كارلينج، التي عرضت أعمالًا قادمة.
```
هل كان الأمر متعلقًا بمدى ضعف كريس مارتن غارقًا في المطر في مقطع الفيديو «الأصفر»؟ هل كانت رومانسية كلماته المتحالفة مع الاجتياح الدرامي للموسيقى؟ مهما كان الأمر، «الأصفر» بشرت في زمن جديد من تأليف الأغاني: توق الحزن، مدعومة بشعور من الارتقاء.       — صنفت 
الغارديان
 «صفراء» وتأثيرها على التغيير في الاتجاه في موسيقى الروك السائدة رقم 47 في قائمتها من الأحداث الخمسين الرئيسية في تاريخ موسيقى الروك. 
```

بعد إطلاق ثلاثة مقاطع صوتية من دون أغنية ناجحة، حصلت فرقة كولدبلاي على أول 40 أغنية منفردة لها من باراشوتيس، "Shiver" التي صدرت في مارس 2000، في نفس الأسبوع لعبت كولدبلاي في منتدى تونبريدج ويلز لدعم فرقة تيريس. وصلت أغنية Shiver إلى القمة في المركز 35 على قائمة الأغاني الفردية في المملكة المتحدة. شهد شهر يونيو 2000 لحظة محورية في تاريخ كولدبلاي: شرعت الفرقة في أول جولة عناوين، بما في ذلك عرض في مهرجان غلاستونبري. كما أصدرت الفرقة أغنية «أصفر» (بالإنجليزية: Yellow)‏ انفراجة. كان أول إصدار من فرقة كولدبلاي يصل إلى المراكز الخمسة الأولى، حيث ارتفع إلى المرتبة الرابعة على قائمة الأغاني الفردية في المملكة المتحدة. تم إصدار «أصفر-Yellow» و «الارتجاف - Shiver» في البداية كـ EPs في ربيع عام 2000. تم إصدار الأغنية في وقت لاحق على أنها أغنية فردية في المملكة المتحدة في 26 يونيو 2000. في الولايات المتحدة، تم إصدار الأغنية كأغنية منفردة في الألبوم الأول الذي كان بدون عنوان. في أكتوبر 2000، تم إرسال المسار (الأغنية) إلى الكلية الأمريكية ومنافذ الراديو البديلة.
أصدر كولدبلاي أول ألبوم لاستوديوهات Parachutes في 10 يوليو 2000 في المملكة المتحدة عبر علامة التسجيل الخاصة بهم Parlophone. ظهر الألبوم في المرتبة الأولى على مخطط ألبومات المملكة المتحدة. تم إصداره في 7 نوفمبر 2000 عن طريق تسجيل العلامة Nettwerk في أمريكا الشمالية. تم إتاحة الألبوم بتنسيقات مختلفة منذ إصداره الأولي؛ قامت كل من Parlophone و Nettwerk بإصداره كقرص مضغوط في عام 2000، كما تم إصداره أيضًا في شريط كاسيت من قبل الولايات المتحدة Capitol عام 2001. في العام التالي، أصدر Parlophone الألبوم باعتباره LP. تم إصدار أربعة أغنيات من المظلات، بما في ذلك "Shiver" و "Yellow"، وتتمتع بشعبية في المملكة المتحدة والولايات المتحدة. الأغنية الثالثة كانت «مشكلة»، والتي وصلت إلى الرقم 10 في الرسوم البيانية في المملكة المتحدة. تم إصداره بعد أكثر من عام في الولايات المتحدة، ووصل إلى الرقم 28 في مخطط الأغاني البديلة. في ديسمبر 2001، أصدرت الفرقة قرصًا مضغوطًا محدود الإصدار، وهو Mince Spies، يحتوي على ريمكس من أغنية «أصفر-Yellow» وأغنية الكريسماس "Have Yourself a Merry Little Christmas". تم الضغط على 1000 نسخة، وصدر فقط للجماهير والصحفيين.
تم ترشيح «مظلات» (بالإنجليزية: Parachutes)‏ لجائزة موسيقى ميركوري في سبتمبر 2000. بعد نجاحها في أوروبا، وضعت الفرقة أنظارها على أمريكا الشمالية، من خلال إصدار الألبوم هناك في نوفمبر 2000، وبدأت جولة US Club في فبراير 2001. في جوائز بريت لعام 2001 في فبراير، حصلت كولدبلاي على جوائز لأفضل مجموعة بريطانية، وأفضل ألبوم بريطاني. على الرغم من نجاح المظلات البطيئة في الولايات المتحدة، إلا أنها وصلت في النهاية إلى وضع البلاتين المزدوج. تم استقبال الألبوم بشكل جيد وحاز على جائزة أفضل ألبوم بديل للموسيقى في جوائز جرامي 2002. ادعى كريس مارتن بعد إصدار براشوتس Parachutes أن نجاح الألبوم كان يهدف إلى رفع مكانة الفرقة إلى «أكبر وأفضل فرقة في العالم.» بعد إدارة الفرقة بمفردها حتى أوائل عام 2001، استقال فيل هارفي من دوره بسبب ضغوط أداء دور تتطلب عادة فريق من الناس. بعد ذلك تولى هارفي دور «المخرج الإبداعي» وغالبًا ما يشار إليه بالعضو الخامس الرسمي في الفرقة، بينما تولى ديف هولمز منصب مدير الفرقة.

### 2004–2007: X&Y

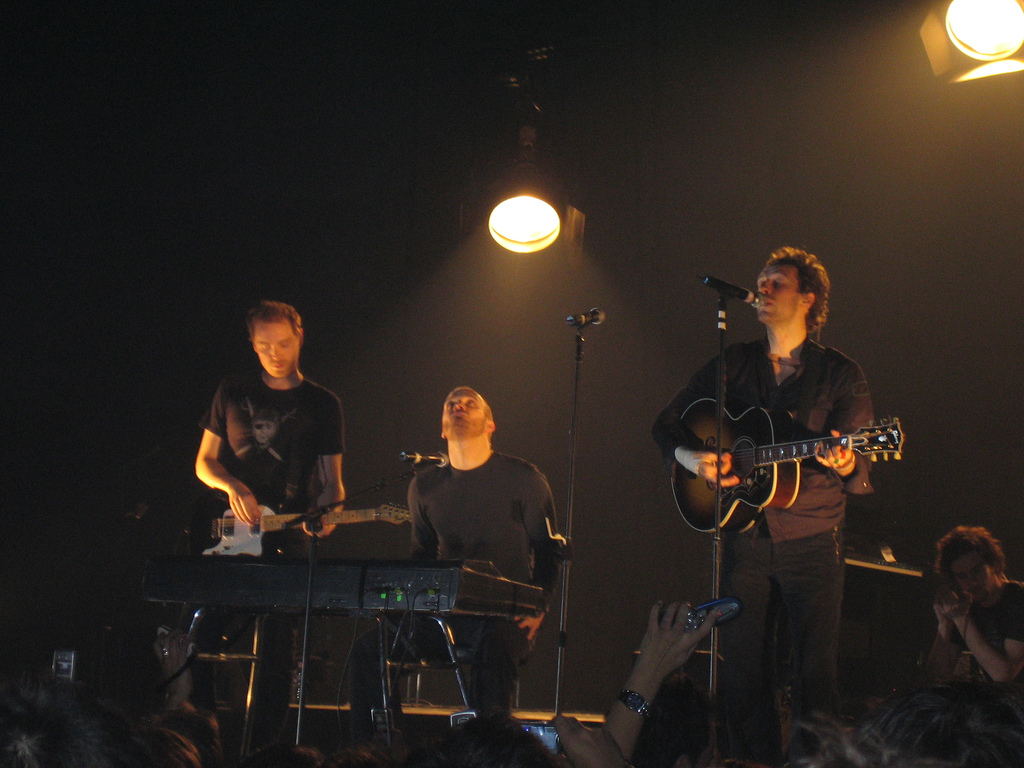

## أعضاء الفرقة
- كريس مارتن - غناء رئيسي ، لوحات مفاتيح ، بيانو ، إيقاع جيتار ، هارمونيكا
- جوني باكلاند - جيتار رئيسي ، غناء مساند ، لوحات مفاتيح
- غي بيريمان - صوت جهير ، ودعم غناء ، ولوحات مفاتيح ، وأجهزة مزج ، وإيقاع
- ويل تشامبيون - الطبول ، غناء الدعم ، لوحات المفاتيح ، البيانو ، الإيقاع
- فيل هارفي - مدير (1998-2002) ، مدير إبداعي (2006 إلى الوقت الحاضر)

## جولات الحفلات
- جولة براشوتس (مظلات) - 2000-01
- جولة راش بلود تو ذا هيد (دفقةٌ من الدم إلى الرأس) - 2002-03
- جولة تويستد لوجيك - 2005-07
- جولة فيفا لا فيفا - 2008-10
- جولة مايلو زايلوتو - 2011-12
- جولة غوست ستوريز (قصص الشبح) - 2014
- جولة آ هيد فُل أوف دريمز (رأس ممتلئ بالأحلام) - 2016-17

## مسيرة الفريق
بداية الفريق كانت مع النجاح المدوي لأغنيتهم الأولى Yellow، ثم تبعها إصدار ألبومهم الأول مظلات (بالإنجليزية: Parachutes)‏ في عام 2000.
طرح ألبومهم التالي في عام 2002، وحمل عنوان دفقةٌ من الدم إلى الرأس (بالإنجليزية: A Rush of Blood to the Head)‏، وحاز هذا الألبوم على العديد من الجوائز. وفي عام 2005 صدر ألبومهم الثالث إكس وواي (بالإنجليزية: X&Y)‏، وكانت ردود الفعل بالنسبة لهذا الألبوم إيجابية، وإن لم يستقبله الجمهور بنفس حماس الألبومين السابقين.
في 2008 صدر ألبومهم الذي يحمل عنوان فيفا لا فيدا (بالإنجليزية: Viva La Vida)‏، ونجح الألبوم نجاحاً كبيراً وفاز وترشح لعدة جوائز.
و في عام 2011 اصدر الفريق البومهم الخامس «ميلو اكزيلتو» (بالإنجليزية: Mylo Xyloto)‏.

## الأعمال

### ألبومات إستوديو
- مظلّات (2000) Parachutes
- دفقةٌ من الدم إلى الرأس (2002) A Rush of Blood to the Head
- إكس أند واي (2005) X&Y
- ڤيڤا لا ڤيدا أو الموت وكل أصدقائه (2008) Viva la Vida or Death and All His Friends
- مايلو زيالاتو (Mylo Xyloto (2011
- قصص اشباح (Ghost Stories (2014
- رأس مليئة بالاحلام (A Head Full Of Dreams (2015

### الحرية لفلسطين
تعرضت فرقة كولدبلاي لانتقادات لاذعة وغير مسبوقة من قبل جماعات صهيونية في بريطانيا وتلقوا تهديدات بالقتل من قبل مجهولين بسبب مشاركتهم في عمل موسيقي تحت اسم عالم واحد \ الحرية لفلسطين وقد اضطر موقع فيس بوك لحذف منشور الفرقة على صفحتهم في فيس بوك والذي دعى للاستماع للأغنية بعد ضغوط من جماعات صهيونية وشنت جماعات صهيونية حملات لمقاطعة الفرقة لم تلقَ نجاحًا كبيرًا.

## الجوائز والترشيحات
حصلوا على العديد من الجوائز الموسيقية في تاريخ حافل بالنجاحات، سبعة جوائز بريت جوائز بريت، وقد حصلوا على أفضل فرقة بريطانية ثلاث مرات، وأربع جوائز جوائز إم تي في الأغاني المصورة، وثلاث جوائز في جوائز الموسيقى العالمية، وأربع جوائز في جوائز بيلبورد الموسيقية، وسبع جوائز جرامي جائزة غرامي من عشرين ترشيح. كان عام 2009 العام الأكثر نجاحًا بعد أن تلقى سبعة ترشيحات على جائزة جرامي في حفل توزيع جوائز الجرامي الـ51، وفازوا بثلاثة جوائز.

## وصلات خارجية
- كولدبلاي على موقع IMDb (الإنجليزية)
- كولدبلاي على موقع الموسوعة البريطانية (الإنجليزية)
- كولدبلاي على موقع روتن توميتوز (الإنجليزية)
- كولدبلاي على موقع ميوزك برينز (الإنجليزية)
- كولدبلاي على موقع رولينغ ستون (الإنجليزية)
- كولدبلاي على موقع أول ميوزيك (الإنجليزية)
- كولدبلاي على موقع ديسكوغز (الإنجليزية)

موقع-وب كولدبلاي الرسمي